# Аокі Такума
Такума Аокі (яп. 青木 治親; народився 24 лютого 1976, Токіо, Японія) — японський мотогонщик.
Переможець Чемпіонату Японії з Супербайків. Учасник з шосейно-кільцевих мотоперегонів MotoGP та Чемпіонату світу з Супербайку (Superbike World Championship).
Є найстаршим з трьох братів Аокі, які брали участь у чемпіонаті світу MotoGP; двоє інших Нобутсаку та Харучіка Аокі.

## Біографія

### Кар'єра мотогонщика
Дебютував у чемпіонату світу з шосейно-кільцевих мотоперегонів MotoGP у сезоні 1993 року в класі 250cc.
У 1994—1996 роках змагався на перегонах Чемпіонаті світу з Супербайку (Superbike World Championship), де виграв одні перегони в серії.
У 1996 році виграв Чемпіонат Японії з Супербайків.
У 1997 році разом з HONDA повернувся до змагань у MotoGP та виборов свій найвищий результат — п'яте місце у перегонах. Після травми хребту, яку він отримав на перегонах у 1998 році, Такума Аокі паралізовано нижче пояса.
Після того спортсмен продовжив співпрацю із компанією Honda, допомагаючи у створенні спеціального автомобіля для людей з особливими потребами.
На сьогодні Такума Аокі продовжує брати участь у перегонах на чотириколісному пристрої, зокрема він змагався у Ралі Дакар 2009, Asia Cross Country Rally 2016, Michelin Le Mans Cup 2019.
У 2020 році змагався у перегонах Jaguar I-PACE eTROPHY з командою Yokohama Challenge та став першою особою з інвалідністю, яка брала участь у міжнародному змаганні на електрокарах.

## Статистика виступів

### MotoGP

#### У розрізі сезонів
| Сезон | Клас  | Мотоцикл | Очки | Місце |
| ----- | ----- | -------- | ---- | ----- |
| 1993  | 250cc | Honda    | 8    | 24    |
| 1994  | 250cc | Honda    | 11   | 20    |
| 1995  | 500cc | Honda    | 16   | 23    |
| 1996  | 500cc | Honda    | NC   | 0     |
| 1997  | 500cc | Honda    | 134  | 5     |

### WSB

#### В розрізі сезонів
| Сезон | Мотоцикл | Очки | Місце |
| ----- | -------- | ---- | ----- |
| 1994  | Honda    | 17   | 31    |
| 1995  | Honda    | 9    | 31    |
| 1996  | Honda    | 19   | 30    |